# Duplexfilter
Et duplexfilter anvendes indenfor radiokommunikationen for at muliggøre duplex på samme antenne. Normale radioforbindelser er simplex, dvs. man kan kun tale i én retning ad gangen.
I duplex kan man tale i munden på hinanden ligesom i en telefon. Det kræver at senderen i hver ende sender hele tiden. En radiosender og en radiomodtager kan ikke umiddelbart benytte samme antenne samtidig, men ved at indskyde et filter, der beskytter modtageren mod senderens signal, kan det lade sig gøre.
Dette filter skal være af stor dæmpning (da senderens signal er meget større end modtagerens følsomhed) og have stejle flanker (smal båndbredde = høj Q-faktor) da sende- og modtagefrekvenserne typisk ligger ret tæt. 